# Holmer Green
Holmer Green ist ein Dorf in der Gemeinde von Little Missenden in Buckinghamshire, England mit etwa 4000 Einwohnern.

## Geschichte
Holmer Green wurde erstmals im Jahre 1208 urkundlich erwähnt. Heute gilt der Ort als selbständige Gemeinde, obwohl es geografisch wie ein Teil High Wycombe anmutet. 

## Lage
Holmer Green liegt nahe bei Hazlemere, ungefähr drei Meilen südlich von Great Missenden und ist ein Teil von Little Missenden und des Distrikts Chiltern. Das Dorf hat jetzt ungefähr 4000 Einwohner.

## Persönlichkeiten
- Der Schriftsteller Gaetano Polidori verbrachte in Holmer Green seinen Lebensabend.
- Der Schauspieler Aaron Taylor-Johnson ist in Holmer Green aufgewachsen.